# Latinerkvarteret (Paris)
 For alternative betydninger, se Latinerkvarter (flertydig). (Se også artikler, som begynder med Latinerkvarter)
Quartier Latin (dansk: "Latinerkvarteret") er en bydel, der er beliggende i Paris' 5. og 6. arrondissement på venstre bred af Seinen. Bydelen har ingen administrativ status og lader sig derfor også svært afgrænse præcist, men kan løst defineres som området mellem Saint-Germain-des-Prés og Jardin du Luxembourg. Nogle vil også medregne området østover mod Jardin des Plantes.
Kvarteret har fået sit navn efter Sorbonne-universitetet og de andre af middelalderens lærde skoler, hvis fællessprog var latin. Bydelen er kendt for sin livlige atmosfære og mange bistroer.
48°51′00″N 2°20′33″Ø / 48.85°N 2.3425°Ø